# Robert Guillaume Antoine Delabarre
Robert Guillaume Antoine Delabarre, né à Pont-Audemer en 1748, mort en déportation aux Seychelles le 27 avril 1810, est un révolutionnaire français.

## Biographie
Baptisé à Saint-Paul-sur-Risle le 6 mars 1748, actuellement commune de Pont-Audemer, il y passe sa jeunesse. Lorsqu'il se marie, le 28 juillet 1778, à Saint-Sulpice, il dit habiter rue de Sèvres depuis deux ans. Mais il pouvait être parisien depuis plus longtemps. Il travaille le métal — il est qualifié de forgeron, plus souvent de serrurier,, parfois d'entrepreneur en bâtiments. Ses affaires prospèrent, et on conserve des contrats dans les archives notariales de Paris portant sur des milliers de livres. En 1787, l'hôtel de Filz-James (devenu hôtel de Talleyrand, puis de Rothschild), où il avait fait pour plus de 4 000 livres de travaux, est vendu sans qu'il soit payé ; Delabarre est victime d'intimidations et écrit une lettre au roi (archives de la famille). Cela explique peut-être sa participation à la Révolution.
Dès le 27 juillet 1789, Delabarre est membre du comité militaire du district des Prémontrés. Volontaire de la première compagnie du bataillon des Prémontrés,, il commande 40 gardes nationaux à Versailles, lors de la journée du 6 octobre, et sauve un garde du corps du roi. Par la suite, il s'intéressera souvent aux affaires militaires. Le 4 avril 1790, il encombre la rue du Petit-Bourbon (actuelle rue Saint-Sulpice) en détruisant un immeuble la veille du passage du roi, ce qui montre à la fois son animosité envers le souverain et son audace. Devenu électeur en juin 1791,,, il signe plusieurs pétitions et un projet d'école nationale militaire d’armes à feu. Delabarre est grenadier volontaire de la première compagnie du bataillon des prémontrés.
Il entre réellement dans l'histoire de la Révolution dans la nuit du 9 au 10 août 1792, quand il est nommé commissaire de la section de la Croix-Rouge à la Commune insurrectionnelle de Paris, dont il fait partie jusqu'à la fin de novembre de la même année,. Dès le lendemain, celle-ci s'empare des Tuileries et provoque la chute de la royauté. Choisi comme électeur de la section de la Croix-Rouge aux élections législatives de septembre, il est chargé, le 5 septembre 1792, par la Commune de faire des cartouches aux Invalides et de récupérer le plomb des cercueils des églises. Au 6 octobre, jour où il est mandé devant la Convention nationale en qualité d'officier municipal, il a envoyé près de 500 000 cartouches à l'armée de Valmy. Le 8 novembre, il garde la famille royale au Temple. Fin juillet 1793, son beau-frère Pierre François Devaux le remplace à la Commune. À ce moment, en juillet-août 1793  il est envoyé en mission en Normandie, entre autres à Pont-Audemer, où il a de la famille. Il envoie trois rapports au ministère de l'Intérieur.
Delabarre fabrique, entre autres, des ferrures pour l'armée, mais reste actif et signe des pétitions. Le 9 thermidor, il va à l'hôtel de ville et y prend la parole. Son beau-frère, Pierre-François Devaux, qui signe l'appel à libérer la Convention est guillotiné le 11. Delabarre est dénoncé par sa section le 12 et incarcéré. Il est libéré le 24 septembre, car il connaît des membres du comité de sûreté générale, et même un thermidorien comme Tallien. Il semble rester actif chez les sans-culottes. Dénoncé comme l'un des dirigeants de la tentative d'insurrection du 11 floréal an III (30 avril 1795), il est incarcéré jusqu'au 1er septembre 1795.
Administrateur de la dixième municipalité en l'an IV, il est électeur en l'an VI. En l'an IX, il est cabaretier rue de Sèvres.
Il reste assez connu pour que Fouché le mette sur la liste des jacobins à déporter demandée par Bonaparte après l'attentat de la rue Saint-Nicaise le 24 décembre 1800. Arrêté début janvier 1801, il est embarqué sur la corvette La Flèche à Saint-Nazaire à la mi-janvier. Il arrive à Mahé, aux Seychelles fin août. Avec 27 compagnons, il rédige un Mémoire pour les 28 malheureux, reste de 71 citoyens français mis en surveillance spéciale à Mahé, principale d'îles Seychelles, par ordre du gouvernement de la République française... Ce 24 germinal an XII de la République française une et indivisible, adressé au général Decaen. Malgré ses demandes et celles de sa famille, il y reste et y meurt le 27 avril 1810.
Dans une réclamation adressée au ministre de la Police, son fils Pierre-Antoine, s'exprimant au nom de sa mère et de ses frères et sœurs, le présente comme modéré, ayant dénoncé Fouquier-Tinville et voulu limiter les massacres de Septembre, présenté dans « les registres de Babeuf [...] comme indigne de servir le parti pour raison de sagesse ». De son côté, l'administration des Seychelles l'a décrit comme un personnage d'un caractère dur et difficile. Il semble avoir eu de nombreux ennemis, certainement politiques, mais aussi, peut-être parmi ses voisins. Ses idées politiques ne sont pas faciles à cerner, malgré les documents qu'il a signés. Il a évolué avec la Révolution. Mais il semble jacobin et surtout, dès le début, démocrate. Assez pour déplaire à la police de Bonaparte.
Ses trois prénoms apparaissent toujours dans les nombreux documents que l'on a de lui, ce qui permet de l'identifier facilement.
Les notices publiées sur lui sont très brèves, mais on le trouve dans les index de nombreuses publications (de 1792 à 1795 sous le nom de « La Barre » ou « Labarre » sans « de »). Il laisse de nombreux documents dans les archives nationales (notariales, fonds révolutionnaires, colonies), dans celles de la Préfecture de Police de Paris et à la Bibliothèque nationale de France pour les pétitions qu'il a signées.